# بورشتل-هوهنرادن
بورشتل-هوهنرادن (به آلمانی: Borstel-Hohenraden) یک شهر در آلمان است که در پینبرگ واقع شده‌است. بورشتل-هوهنرادن ۲٬۳۱۷ نفر جمعیت دارد.